# Donato II Silva
Donato II Silva (1690-1779) fue un literato  de Italia.

## Biografía
Silva nació en Milán en 1690, de padres nobles y acomodados, y fue alumno del Colegio Clementino de Roma, y haciendo un uso adecuado de sus talentos y fortuna fue uno d los colaboradores más útiles de Ludovico Antonio Muratori, quien estaba ocupado entonces en la publicación de crónicas de la Edad Media.
La citada vasta empresa llevada a cabo por Muratori, por la que este sabio había contribuido más que nadie en engrandecer la erudición en Italia, encuentra estímulo y ánimo en Milán, donde se crea una asociación de personajes distinguidos para elevar la gloria nacional, y Silva se encarga de la contabilidad y los trabajos de impresión.
Silva proporciona notas sobre la bula de Pascual I, sobre el Sínodo de Pavía, y ayudó al Padre Beretta, sabio benedictino,  en la redacción de sus discursos sobre la geografía de los siglos de los bárbaros., y trabajó al mismo tiempo en una disertación sobre San Sereno insertada en una recopilación de los bolandistas, continuadores de la obra de Jean Bolland o Bollandus, autor de Acta sanctorum Bollandiana, 1755, in-folio, reeditada 1965-70, Bruxelles,68 vols., y una nueva edición de las crónicas de  Pietro Azario (1312-1402), notario de Novara y compilador de una historia sucedida en Lombardía (1250-1362), siendo juez en Tortona y los estatutos de Biandrate, de la provincia de Novara que se hallaba administrada por un intendente general de segunda clase y repartida en 14 mandamentos, uno de ellos Biandrante. 
El abad Paolo Frisi (1728-1784), matemático, geómetra  y físico de Italia, autor de Operum tomus primus, Mediolani, 1783-85, 3 vols., y clérigo de San Pablo, llamados barnabitas, religiosos de la congregación de la Orden de Clérigos Regulares de San Pablo, que empezó en 1530 en el pontificado de Clemente VII, que le había ayudado a publicar su obra sobre la figura de la tierra, honra la memoria de su protector con un Elogio, Milán, 1779.

## Obras
- Scrittori delle cose italiane
- Antichita del Medievo
- Biblioteca degli scrittori milanesi
- Cronaca della Lombardia e del Visconti da Pietro Azario
- De figura et magnitude terrae
- Giardini inglesi
- Otras